# 焦化廠駅
焦化廠駅（しょうかしょう-えき）は中華人民共和国北京市に位置する北京地下鉄7号線の駅である。2014年12月28日に開業した。

## 駅構造

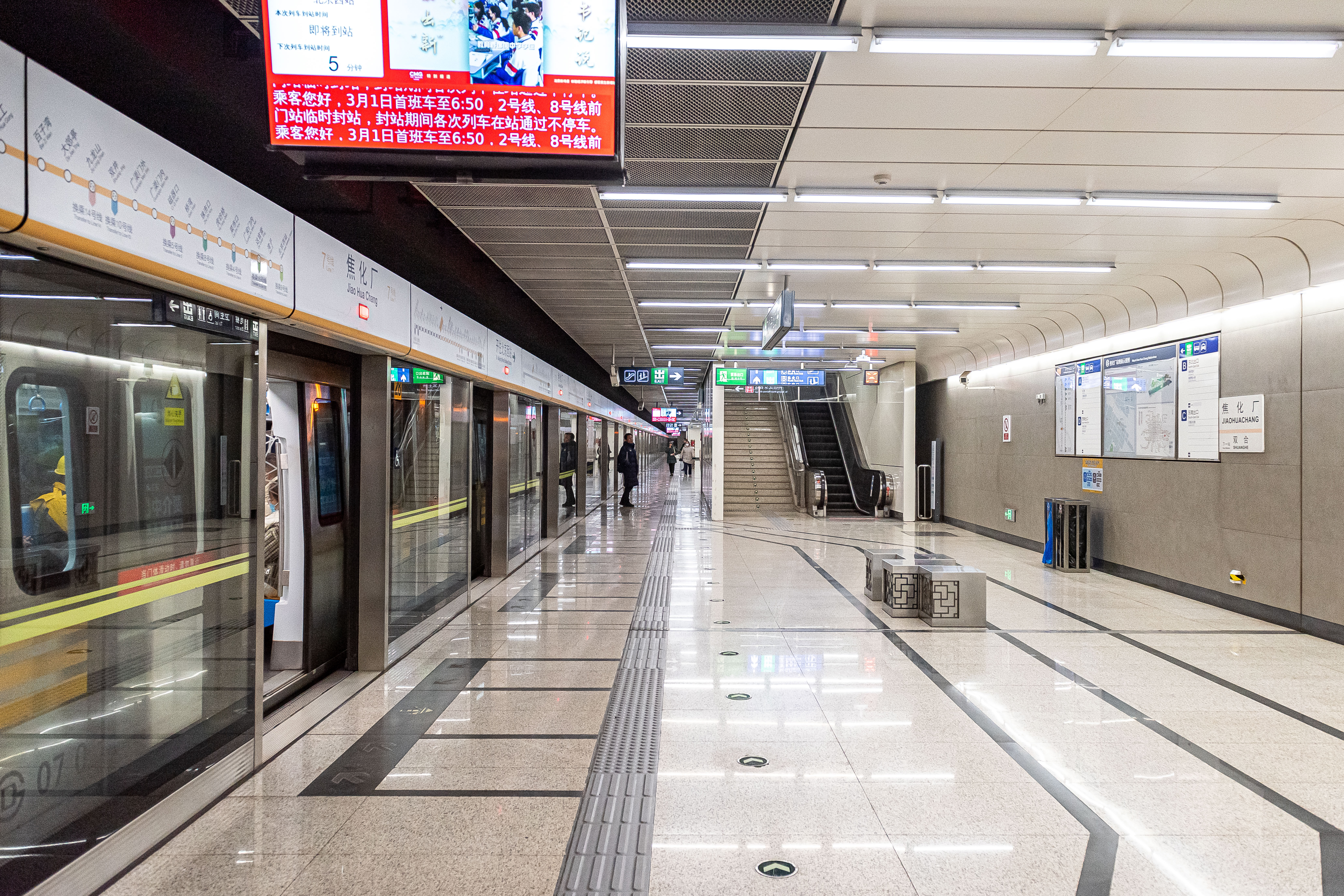
ホーム

島式ホーム1面2線の地下駅。出口は4箇所ある。建設には 開鑿（開削）工法が用いられた。

## 駅周辺
- 双合家園
- 北京市焦化廠
- 北焦公園

## 歴史
2014年12月28日 - 北京地下鉄7号線が開業。

## 駅名の由来
「焦化廠」は、コークス工場を表す。

## 隣の駅
北京地下鉄
■7号線
双合駅 - 焦化廠駅 - 黄廠駅